# Cergowa
Cergowa – wieś w Polsce położona w województwie podkarpackim, w powiecie krośnieńskim, w gminie Dukla, u ujścia potoku Jasionki do rzeki Jasiołki. Nad wsią góruje masyw Cergowej (716 m n.p.m.).
W okresie I Rzeczypospolitej miejscowość administracyjnie należała do województwa ruskiego, następnie w okresie II Rzeczypospolitej do województwa lwowskiego. W latach 1954–1959 wieś należała i była siedzibą władz gromady Cergowa, po jej zniesieniu w gromadzie Nadole. W latach 1945–1975 do województwa rzeszowskiego, a od 1975 do 1998 do województwa krośnieńskiego.

## Części wsi
| SIMC    | Nazwa     | Rodzaj    |
| ------- | --------- | --------- |
| 0348967 | Dół       | część wsi |
| 0348973 | Kolonia   | część wsi |
| 0348980 | Popardy   | część wsi |
| 0348996 | Zakuczyna | część wsi |
| 0349004 | Zarszyn   | część wsi |

## Historia
22 maja 1359 król Kazimierz Wielki wydał przywilej Marcinowi „de Czergowa” założenia wsi Cergowa. Cergowa została założona, podobnie jak większość okolicznych miejscowości, początkowo na prawie wołoskim, a następnie na prawie magdeburskim. Przywileje kazimierzowskie potwierdził król Władysław Jagiełło – 14 czerwca 1396. 2 kwietnia 1384 Cergowa występuje w spisie wsi przekazanych biskupstwu przemyskiemu. Królowa Maria, żona cesarza Zygmunta Luksemburskiego, nadała biskupstwu w 1384 pięć włości: Brzozów, Cergową, Domaradz i Równe w ziemi sanockiej oraz Radymno w przemyskiej.
W latach 1436–1438 w lasach na Cergowej żył św. Jan z Dukli i do dzisiaj wierni z jego pobytem wiążą legendę o Złotej Studzience istniejącej przy kapliczce na pobliskim wzgórzu. W następnych wiekach żyli tu też pustelnicy, a także ukrywali się zbójnicy w XVII w.
20 grudnia 1608 biskup przemyski Maciej Pstrokoński włączył do majątku biskupów przemyskich (tzw. klucza jaśliskiego) m.in. Cergowę.
W latach 1768–1772 w Cergowej stacjonowali konfederaci barscy. Po I rozbiorze Polski wieś znalazła się w zaborze austriackim. Początkowo należała do dystryktu Dukla, a w latach 1775-1782 do dystryktu Krosno w obrębie cyrkułu pilzneńskiego. Po przeprowadzeniu reformy administracyjnej w Królestwie Galicji i Lodomerii od 1782 r. Cergowa należała do cyrkułu dukielskiego, jednak już w 1783 r. w wyniku korekt granic cyrkułów znalazła się w cyrkule liskim (którego zachodnia granica legła wówczas na Jasiołce), a od 1786 r. w cyrkule sanockim. Wydana po raz pierwszy w 1786 r. „Geografia (...) Galicyi i Lodomeryi” autorstwa Ewarysta Andrzeja Kuropatnickiego podawała o Cergowej jedynie krótką informację: Wieś, woda ją tylko od miasta Dukli graniczy; sławna najwyższą górą, pod którą miasto Dukla zdaje się leżeć. Po reformie administracyjnej, będącej wynikiem Wiosny Ludów, Cergową objął Bezirk (powiat) Rymanów, zaś po jego zniesieniu w 1867 r. nowy powiat krośnieński.
Spis z lat dwudziestych XX wieku wykazał we wsi 1043 Polaków, 10 Rusinów i 31 Żydów.

## Zabytki
W Cergowej znajduje się zespół dworski wpisany do rejestru zabytków pod nr rej. A-233 z 24 lutego 2009. W parku dworskim natomiast 550-letni dąb stanowiący pomnik przyrody.

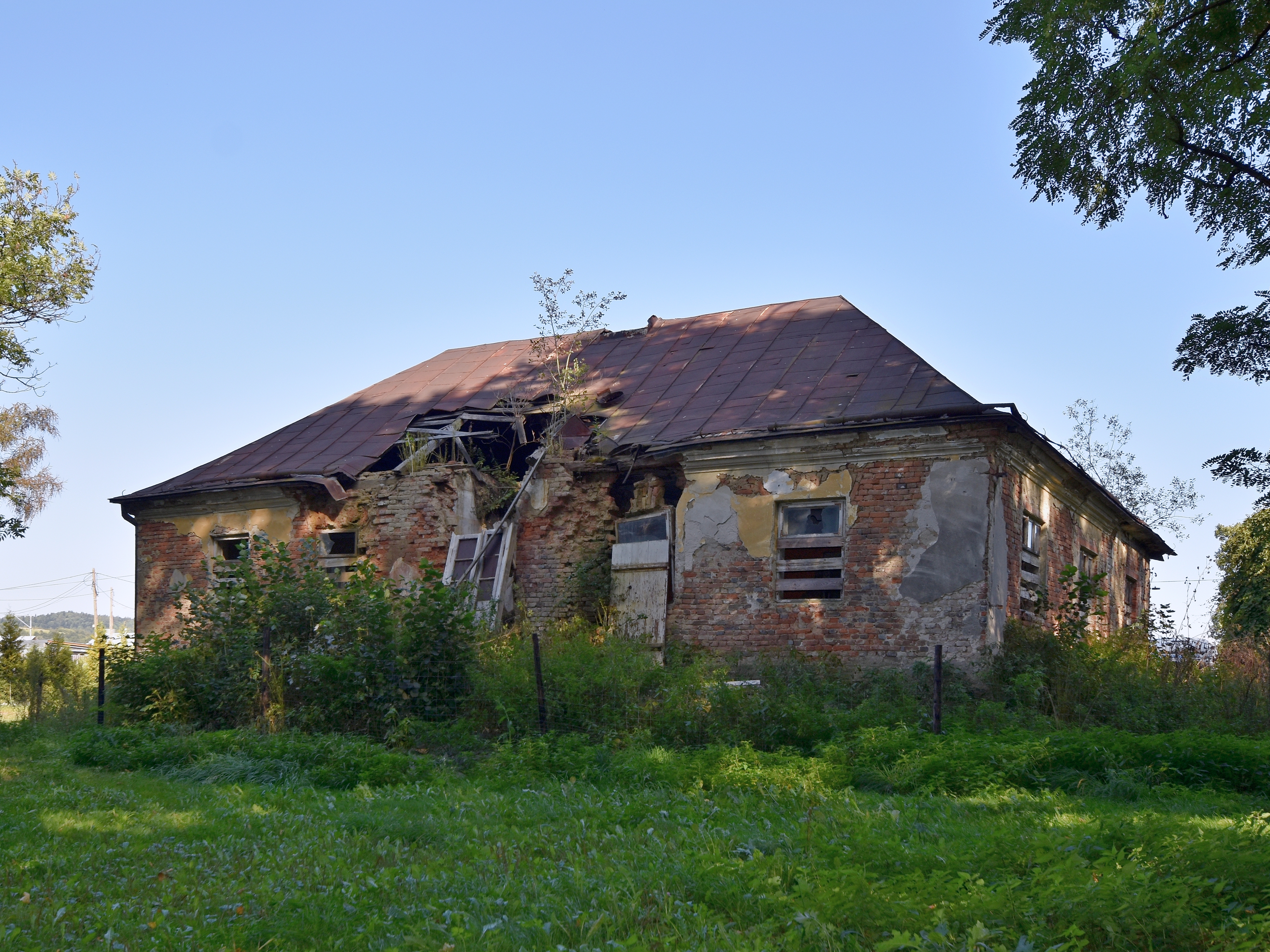
Dwór
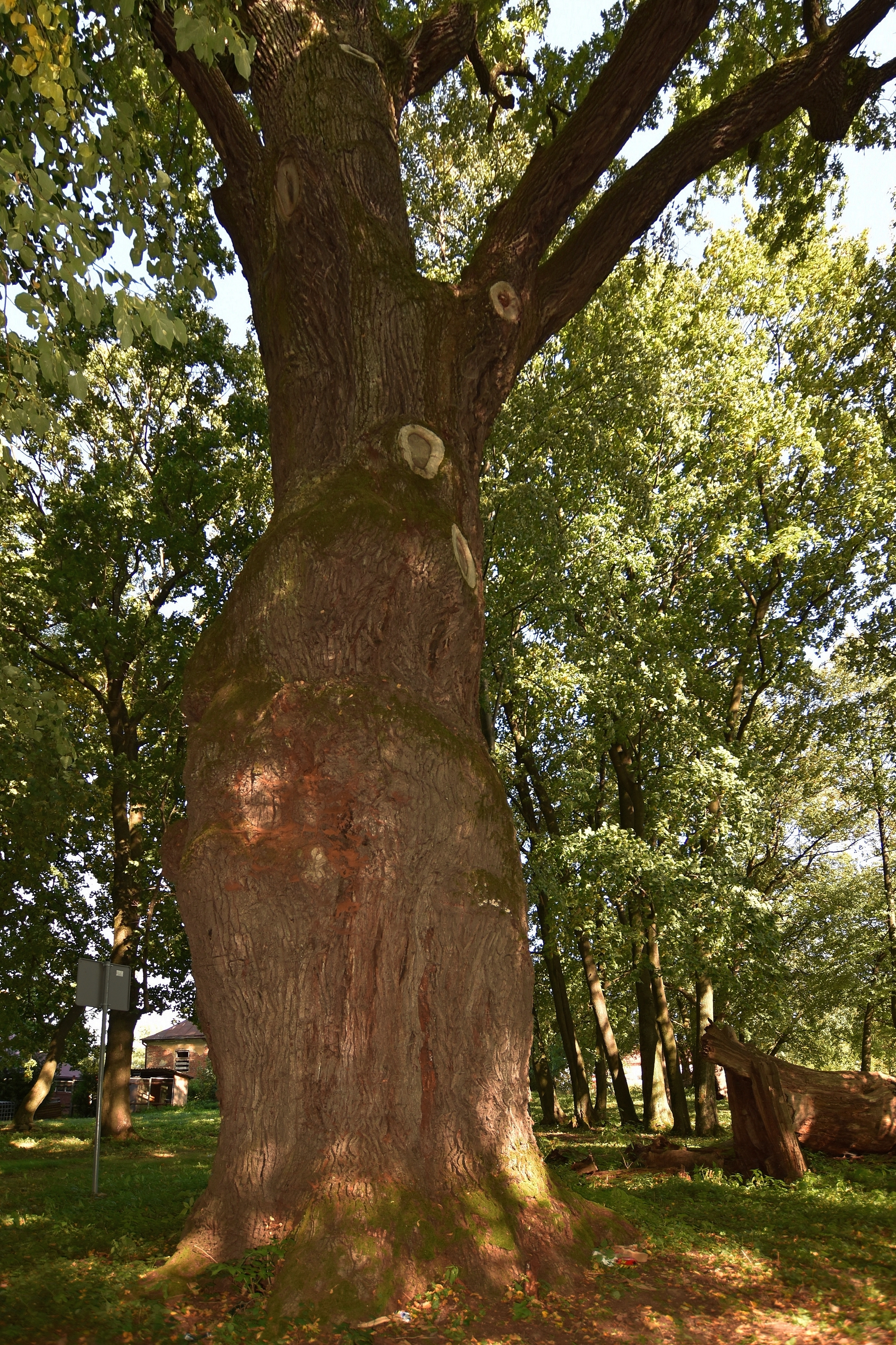
Dąb – pomnik przyrody
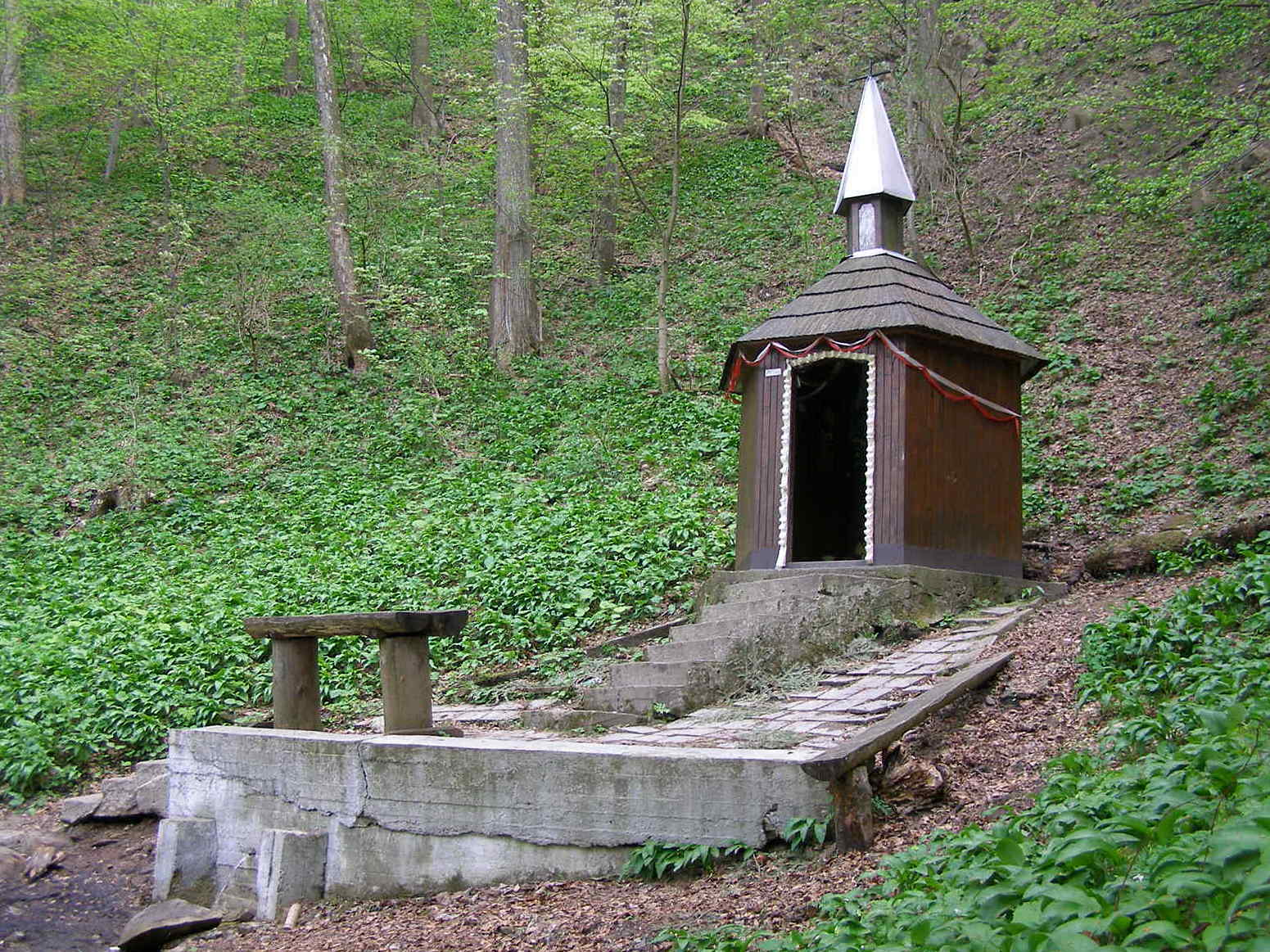
Kapliczka

## Toponimia
Nazwę wsi wielu naukowców wywodzi z języka celtyckiego: „cerg” – „krąg”. W ciągu wieków ewoluowała z Czergowa (1359) (Cergowa (1359), Cyrgow (1384), Czirgow (1403), Cergowa (1589), Cyrgów, Cyrgowa) w kierunku obecnej nazwy (Cergowa).

## Archeologia
W epoce kamienia i w epoce brązu istniała tu osada. Świadczą o tym odkryte pozostałości pracowni kamieniarskich na północnym wschodzie od wsi w rejonie „Małej Góry”.